# こころ (花江夏樹のシングル)
「こころ」は、声優の花江夏樹の2枚目のシングル。

## 概要
「青春は残酷じゃない」から2カ月ぶりのシングル。カップリング曲には、同じく花江夏樹が歌う「トクベツ」が収録されている。オリコンランキング最高は57位だった。
「こころ」はテレビ東京系列で放送されたテレビアニメ『斉木楠雄のΨ難』のエンディングテーマとして、第13χから第24χまで使用された。
前のシングル同様にYouTubeでミュージックビデオも公開している。

## 収録曲

### 通常盤
1. こころ
作詞・作曲 :金子麻友美  編曲:佐藤清喜  歌:花江夏樹
テレビアニメ『斉木楠雄のΨ難』エンディングテーマ（14χ～24χ）
2. トクベツ
歌：花江夏樹
3. こころ(Instrumental)
4. トクベツ(Instrumental)

#### DVD(初回限定盤のみ)
1. こころ

ミュージックビデオとメイキング映像